# Dil Na'od
Dil Na'od (fl. IX-X secolo) fu l'ultimo re di Axum prima della dinastia Zaguè.
Era il figlio minore di Ged'a Jan (o Degna Djan) e succedette al fratello maggiore 'Anbasa Wedem come negus. Secondo Ernest Alfred Wallis Budge, "il regno di Delna'ad fu breve, forse della durata di circa dieci anni." Tuttavia, James Bruce fa notare che secondo una leggenda Dil Na'od era un bambino quando Gudit massacrò i suoi genitori a Debre Damo, costringendo alcuni dei suoi nobili a portarlo fuori dal suo regno per salvargli la vita. Tadese Tamrat considera invece Degna Djan come l'ultimo imperatore di Axum.
Dil Na'od viene menzionato sia durante una campagna negli altopiani etiopi a sud di Axum, sia nell'invio di missionari in quella regione. Con l'abuna Salama I contribuì a costruire la chiesa di Debre Igziabher che si affaccia sul lago Haic.
Secondo una leggenda, fu sconfitto da Mara Takla Haymanot, un principe della provincia di Lasta che sposò la figlia di Dil Na'od, Masaba Warq. Uno dei suoi figli sarebbe stato portato ad Amhara e ivi ospitato fino a quando i suoi discendenti rovesciarono gli Zaguè e ristabilirono la dinastia salomonica.
A Dil'Naod è attribuita la fondazione delle strutture originali della chiesa di Debre Egzi-'abhēr e del monastero di Istifanos sul lago Hayq.
Il monastero di Debre Egzi-'abhēr, o "Monte di Dio", fu identificato e descritto nel 2015 dal prof. Marco Viganò dell'Università di Addis Abeba.